# آکا-۱۰۳

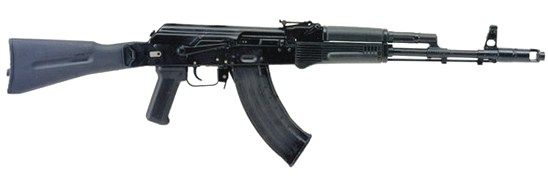
اسلحه AK-103

اسلحه آکا-۱۰۳ ازجمله سلاح‌های سری آکا است.

در این مدل روسها مجدداً به طرف کالیبر معروف ۳۹*۷٫۶۲ میلی‌متری رفته و از آن در این سلاح بهره برده‌اند. از سوی دیگر پایه طراحی این سلاح بر اساس آکا-۷۴ام قرار دارد و عمده بدنه آن از جنس پلیمر و قطعات پلاستیکی است.

## تاریخچه ساخت
در شوروی سابق و هم‌زمان با اوج‌گیری جنگ ویتنام، مطالعات بر روی نسل جدید سلاح‌ها آغاز شد. روسها با مطالعه بر روی اسلحه ام-۱۶ آمریکایی و مهمات جدید ۴۵*۵٫۵۶ میلی‌متری آن اسلحه آکا-۷۴ و مهمات ۳۹*۵٫۴۵ میلی‌متری را توسعه دادند. این مهمات به نسبت مدل قبلی روسی یعنی ۳۹*۷٫۶۲ میلی‌متری سبک‌تر بوده و از کشندگی بیشتری در برابر انسان برخوردار بود. اما ضریب نفوذ ان در اجسام سخت کمتر از نمونه اصلی بود
روسها در ابتدا گونه آکا-۷۴ام را توسعه دادند. در این سلاح در حجم زیادی از مواد پلیمری استفاده شده و امکان نصب بهتر و راحت‌تر انواع سامانه‌های اپتیکی و نارنجک انداز نیز بر روی آن وجود دارد. خانواده آکا-۱۰۰ بر اساس همین مدل توسعه یافته‌است. اما آکا-۱۰۳ برای پاسخ به نیاز آن کاربرانی است که یک پلتفورم مدرن و به‌روزرسانی شده به همران فشنگ‌های قدرتمند ۳۹*۷٫۶۲ میلی‌متری را نیاز دارند..

## نمونه ایرانی

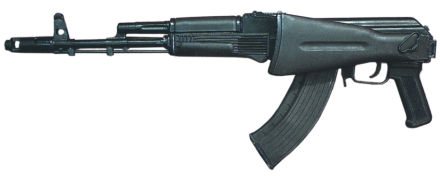
آکا-103 با قنداق جمع شونده

کلاش ۱۳۳ نمونه ایرانی نسل جدید کلاشینکف روسی آکا-۱۰۳ است. (اسلحه پلیمری)
کلاش ۱۳۳ به دلیل استفاده از فشنگ با کالیبر سنتی آکا-۴۷ (کلاشنیکف) احتیاج به ورود حجم زیادی از مهمات یا صنایع فشنگسازی ندارد و هزینه‌ای کمتری برای ایران دربردارد

کلاش ۱۳۳ در حقیقت یک مدل سبک‌تر و کنترل‌پذیرتر از خانواده کلاشنیکف‌های سری آکا-۴۷ و آکا-ام محسوب می‌شود. کلاش ۱۳۳ وزنی در حدود ۳ کیلو و ۶۰۰ گرم داشته و طول آن ۹۴۳ میلی‌متر است.نواخت تیر آن ۶۰۰ گلوله در دقیقه و سرعت دهانه گلوله در آن ۷۱۵ متر بر ثانیه است. وزن این سلاح به نسبت کلاشهای موجود در کشور بین ۱۰۰ الی ۲۰۰ گرم سبک‌تر است. برد مؤثر آن در حدود ۵۰۰ متر است. بدنه این سلاح با مواد ضد زنگ زدگی پوشانده شده و مقاومت بسیار خوبی در برابر شرایط بد جوی و رطوبت دارد. سازوکار عملکرد کلاش ۱۳۳ مثل اکثر مدل‌های این سری گلنگدن چرخشی و استفاده از نیروی حاصل از احتراق گاز باروت است (غیر مستقیم). برگه ناظم آتش این سلاح به مانند مدل‌های قبلی خانواده «آکا» در کنار بدنه قرار گرفته و در سه حالت ضامن، تک تیر و رگبار فعالیت می‌کند. (یک مدل از این سلاح به نام آکا-۱۰۳–۲ توان شلیک سه تیر را نیز دارد)
خشاب این سلاح نیز از جنس پلیمر ساخته شده‌است و یک ارتقاء مهم به نسبت خشاب‌های فلزی این سلاح‌ها محسوب می‌شود. خشاب‌های فلزی معمولاً ۴۳۰ گرم وزن دارند. اما خشاب پلیمری در حدود ۲۵۰ گرم

## تفاوت کلاش ۱۳۳ ایرانی با آکا-۱۰۳ روس
کلاش ۱۳۳ سایت هدف‌گیری اپتیکی دارد که این افزونه در حالت عادی بر روی نمونه روسی نصب نشده‌است سایت هدف‌گیری در تیراندازی با دقت بالا و سرعت عمل بالاتری نسبت به نمونه عادی دارد. چراغ قوه و هدف‌گیر لیزری که در شرایط کم نوری سرعت عمل و دقت تیراندازی را به مراتب بیشتر می‌کند. سلاح‌هایی که از کالیبر ۳۹*۷٫۶۲ استفاده میکنند به‌طور معمول داری لگد بالایی هستند که در تیراندازی در حالت رگبار دقت را کاهش می‌دهند در نمونه ایرانی این سلاح دوپایه متغیر تعبیه شده‌است که در این حالت تیراندازی تأثیر مثبت در عملکرد دارد.